# Francis Llacer
Francis Llacer, né le 9 septembre 1971 à Lagny-sur-Marne (Seine-et-Marne), est un footballeur français. 

## Biographie

### Quinze premières années au Paris SG (1984-1999)

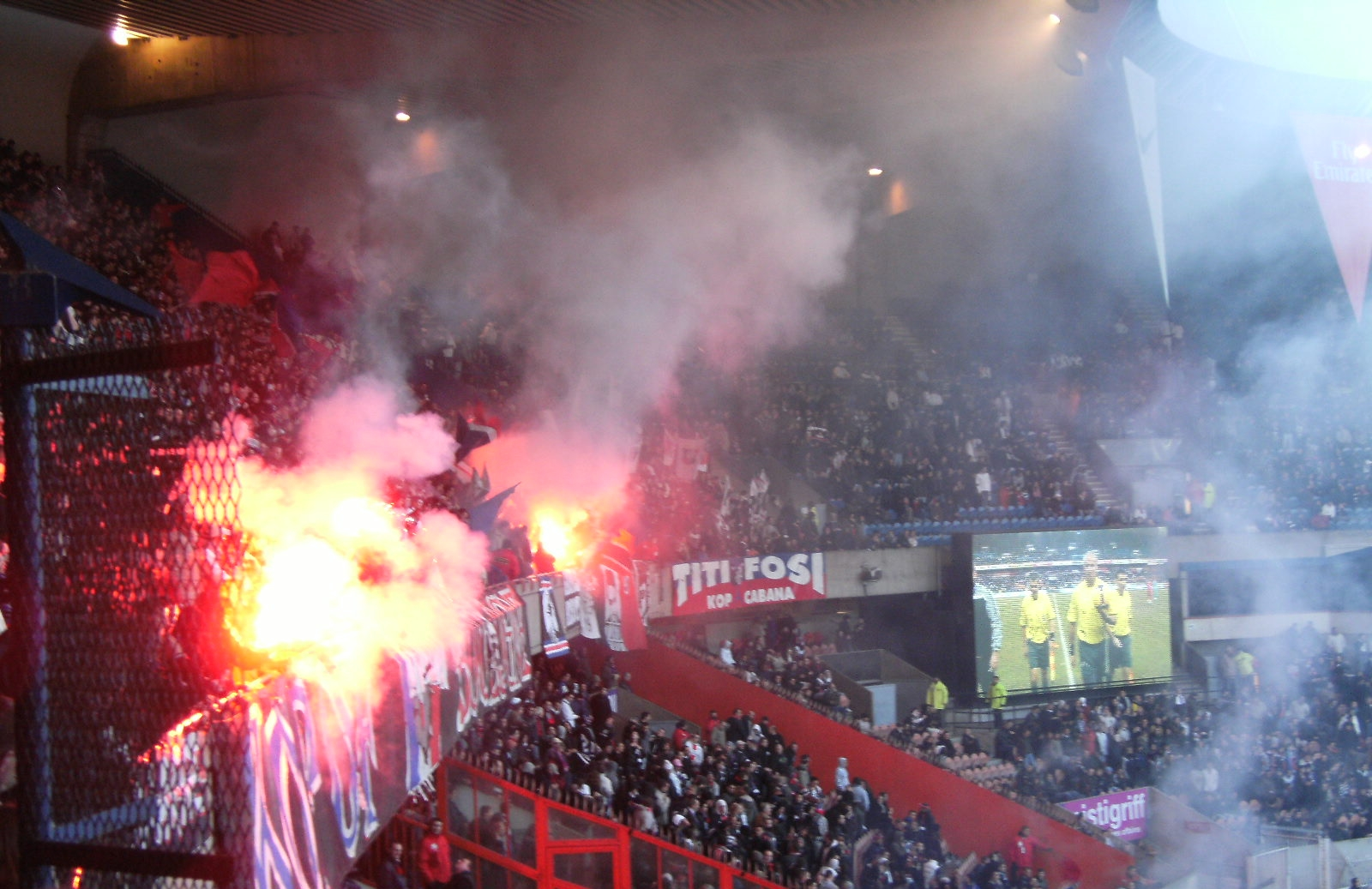
Llacer passe sa jeunesse dans le Kop de Boulogne du Parc des Princes.

La famille Llacer habite à Chalifert, un village de 1 250 habitants en Seine-et-Marne. Francis découvre le Parc des Princes à l'âge de 8 ans. À treize ans, il entre au centre de formation du Paris Saint-Germain. Jeune, il fréquente assez régulièrement les marches du Kop de Boulogne et fait ses classes au Camp des Loges avec Jean-Luc Vasseur, Richard Dutruel ou encore Pascal Nouma. En 1988, il fait partie de l'équipe de France juniors B1 aux côtés de Christophe Dugarry et des nantais Pedros, Ziani et Ouédec. Francis Llacer est champion de France cadets en 1988 puis finaliste de la Coupe Gambardella 1988-1989, perdue aux tirs au but.
Après cette première saison complète, il signe son premier contrat professionnel en 1991.

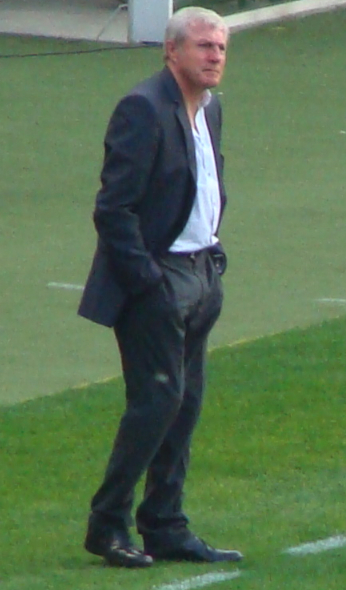
Luis Fernandez, le seul entraîneur à avoir vraiment cru en Llacer.

### Retour et fin de carrière mitigée au PSG (2001-2003)
Après trois années à Saint-Étienne et Montpellier, il fait son retour à Paris en 2001.
Son dernier match est face à l'AJ Auxerre, en finale de Coupe de France, perdu dans les dernières secondes.
Durant l'été 2003, Llacer est licencié, à 31 ans, pour faute grave par le PSG pour une tentative d’escroquerie. Criblé de dettes, « Cisco » produit de faux documents pour obtenir des avances sur salaire de la part du club. S'il est condamné au pénal dans cette affaire, son licenciement est jugé abusif en 2010, et la cour d'appel de Paris a condamné le club à lui verser 400 000 euros de dommages et intérêts.

### Reconversion
En 2005, son nom réapparaît aux côtés de Luis Fernandez, quand celui-ci prend les rênes du Betar Jérusalem : Llacer sera alors son adjoint.
Il quitte ensuite le monde du football[Quand ?].
Il tient aujourd'hui un bar à Lille dans le Nord.

## Statistiques
| Saison                | Club                  | Championnat           | Championnat | Championnat | Coupe nationale | Coupe nationale | Coupe de la Ligue | Coupe de la Ligue | Compétition(s) continentale(s) | Compétition(s) continentale(s) | Compétition(s) continentale(s) | Total | Total |
| Saison                | Club                  | Division              | M.          | B.          | M.              | B.              | M.                | B.                | Comp.                          | M.                             | B.                             | M.    | B.    |
| 1989-1990             | Paris Saint-Germain   | D1                    | 7           | 0           | -               | -               | -                 | -                 | C3                             | 1                              | 0                              | 8     | 0     |
| 1990-1991             | Paris Saint-Germain   | D1                    | 21          | 1           | 3               | 0               | -                 | -                 | -                              | -                              | -                              | 24    | 1     |
| 1991-1992             | Paris Saint-Germain   | D1                    | 9           | 0           | -               | -               | -                 | -                 | -                              | -                              | -                              | 9     | 0     |
| 1992-1993             | Paris Saint-Germain   | D1                    | 9           | 0           | 1               | 0               | -                 | -                 | C3                             | 2                              | 0                              | 12    | 0     |
| 1993-1994             | Paris Saint-Germain   | D1                    | 23          | 1           | 2               | 0               | -                 | -                 | C2                             | 5                              | 0                              | 30    | 1     |
| 1994-1995             | Paris Saint-Germain   | D1                    | 28          | 1           | 5               | 0               | 3                 | 0                 | C1                             | 7                              | 0                              | 43    | 1     |
| 1995-1996             | Paris Saint-Germain   | D1                    | 28          | 1           | 2               | 0               | 1                 | 0                 | C2                             | 9                              | 0                              | 40    | 1     |
| 1996-1997             | RC Strasbourg (prêt)  | D1                    | 14          | 0           | 1               | 0               | 2                 | 0                 | CI                             | 3                              | 0                              | 20    | 0     |
| 1997-1998             | Paris Saint-Germain   | D1                    | 14          | 0           | 2               | 0               | 2                 | 0                 | C1                             | 4                              | 0                              | 22    | 0     |
| 1998-1999             | Paris Saint-Germain   | D1                    | 15          | 0           | 1               | 0               | 2                 | 0                 | -                              | -                              | -                              | 18    | 0     |
| Sous-total            | Sous-total            | Sous-total            | 154         | 4           | 17              | 0               | 10                | 0                 | -                              | 31                             | 0                              | 212   | 4     |
| 1999-2000             | AS Saint-Étienne      | D1                    | 19          | 0           | 2               | 0               | 2                 | 0                 | -                              | -                              | -                              | 23    | 0     |
| 2000-2001             | Montpellier HSC       | D2                    | 19          | 1           | -               | -               | -                 | -                 | -                              | -                              | -                              | 19    | 1     |
| 2001                  | Montpellier HSC       | D1                    | 3           | 0           | -               | -               | -                 | -                 | -                              | -                              | -                              | 3     | 0     |
| Sous-total            | Sous-total            | Sous-total            | 22          | 1           | 0               | 0               | 0                 | 0                 | -                              | 0                              | 0                              | 22    | 1     |
| 2001-2002             | Paris Saint-Germain   | D1                    | 12          | 0           | 2               | 0               | 3                 | 0                 | C3                             | 4                              | 0                              | 21    | 0     |
| 2002-2003             | Paris Saint-Germain   | Ligue 1               | 13          | 0           | 4               | 0               | -                 | -                 | C3                             | 4                              | 0                              | 21    | 0     |
| Sous-total            | Sous-total            | Sous-total            | 25          | 0           | 6               | 0               | 3                 | 0                 | -                              | 8                              | 0                              | 42    | 0     |
| Total sur la carrière | Total sur la carrière | Total sur la carrière | 234         | 5           | 25              | 0               | 15                | 0                 | -                              | 39                             | 0                              | 313   | 5     |

## Palmarès
Avec l'équipe jeune du Paris Saint-Germain, il remporte le championnat de France cadets en 1988 avant d'être finaliste de la Coupe Gambardella en 1989.
Avec l'équipe première ensuite, il est Champion de France en 1994 et remporte la Coupe de France en 1995 ainsi que la Coupe de la Ligue en 1995. Il remporte également la Coupe d'Europe des vainqueurs de coupe en 1996.
Il remporte son dernier titre lors de son passage au Montpellier HSC avec la Coupe Intertoto 2001.
Avec l'équipe de France il est médaillé de bronze aux Jeux méditerranéens en 1993.

## Style de jeu
Francis Llacer est un joueur défensif comptant plus sur l'impact physique que la technique pour s'imposer face à ses adversaires.